# هاي 'ن' دراي
هاي 'ن' دراي (بالإنجليزية: High 'n' Dry)‏ هو ألبوم الاستوديو الثاني لفرقة الروك البريطانية ديف ليبارد والذي أُصدر في 11 يوليو 1981. كان هاي 'ن' دراي الألبوم الكامل الأخير لبيت ويليس مع ديف ليبارد. وصل الألبوم للمرتبة 38 على بيلبورد 200 والمرتبة 26 على لائحة الألبومات في المملكة المتحدة. «هاي 'ن' دراي (ساترداي نايت)» وصلت للمركز 33 على لائحة في إتش 1 لأفضل 40 أغنية ميتال. بعد نجاح الألبوم بايرومانيا، دخل الألبوم مجدداً اللوائح الأمريكية ووصل للمرتبة 73 في 1983.
أُعيد إصدار هاي 'ن' دراي في 31 مايو 1984 بأغنيتين إضافيتين:
- «برينغين أون ذا هارتبريك» (ريمكس)، بنفس التسجيل الأصلي أساساً مع بعض الدبلجات بالسنثسيزر. أُصدر الريمكس في 1984 كأغنية منفردة بوصوله للمرتبة 61 على اللوائح الأمريكية.[8]
- «مي آند ماي واين» (ريمكس)، وهي نسخة ريمكس للوجه ب من 1981.

تم تصوير فيديوهين للأغنيتين كلتيهما، بحضور فيل كولين (الذي لم يكن مع الفرقة وقت تسجيل الألبوم). حُذفت الأغنيتان الإضافيتان كلتاهما من النسخ المعاد إصدارها من الألبوم في تسعينات القرن العشرين.

## قائمة الأغاني
| 1. | "ليت إت غو"                   | بيت ويليس، ستيف كلارك، جو إليوت | 4:43 |
| 2. | "أندر هيت آند ران"            | ريك سافج، إليوت                 | 4:59 |
| 3. | "هاي 'ن' دراي (ساترداي نايت)" | كلارك، سافج، إليوت              | 3:27 |
| 4. | "برينغين أون ذا هارتبريك"     | كلارك، ويليس، إليوت             | 4:34 |
| 5. | "سويتش 625" (معزوفة)          | كلارك                           | 3:03 |

| 6.  | "يو غات مي رانين'"                | ويليس، كلارك، إليوت           | 4:23 |
| 7.  | "ليدي سترينج"                     | ويليس، كلارك، ريك ألين، إليوت | 4:39 |
| 8.  | "أون ثرو ذا نايت"                 | كلارك، سافج، إليوت            | 5:06 |
| 9.  | "ميرور، ميرور (لوك إنتو ماي آيز)" | كلارك، إليوت                  | 4:08 |
| 10. | "نو نو نو"                        | سافج، ويليس، إليوت            | 3:13 |

| 11. | "برينغين أون ذا هارتبريك" (ريمكس) | كلارك، ويليس، إليوت | 4:34 |
| 12. | "مي آند ماي واين" (ريمكس)         | سافج، كلارك، إليوت  | 3:40 |

- في إصدارات الفينيل والكاسيت، أضيفت «مي آند ماي واين» (ريمكس) لنهاية الوجه أ، بينما «برينغين أون ذا هارتبريك» (ريمكس) تفتتح الوجه ب. في إصدارات السي دي، «برينغين أون ذا هارتبريك» (ريمكس) و«مي آند ماي واين» (ريمكس) تتبعان «نو نو نو».
- الكلمات الأخيرة 'نو' في «نو نو نو» تتكرر بشكل لا نهائي في إصدارات الألبوم الأصلي على الفينيل. الكاسيت الأصلي يبرز 'نو' مصروخة 46 مرة ثم تنتهي فجأة مع نهاية الكاسيت. في الإصدارات اللاحقة، تتلاشى الكلمات 'نو' ببطء إلى الصمت.

## طاقم العمل

### ديف ليبارد
- جو إليوت - الغناء الرئيسي
- ستيف كلارك - الإيتار الرئيسي، مساعد الغناء
- بيت ويليس - الإيتار الرئيسي والإيقاعي، مساعد الغناء
- ريك سافج - غيتار البيس، مساعد الغناء
- ريك ألين - الطبول، مساعد الغناء

### الإنتاج
- روبرت جون "مات" لانج - منتج، ريمكسات 1984
- مايك شيبلي - مهندس الصوت
- نيجل غرين - مهندس مساعد
- هيبنوسيس - تصميم الغلاف

## اللوائح
| العام | اللائحة                            | المركز |
| ----- | ---------------------------------- | ------ |
| 1981  | لائحة الألبومات في المملكة المتحدة | 26     |
| 1981  | لائحة الألبومات في السويد          | 31     |
| 1981  | بيلبورد 200 (الولايات المتحدة)     | 38     |

| العام | الأغنية                   | اللائحة                            | المركز |
| ----- | ------------------------- | ---------------------------------- | ------ |
| 1981  | "ليت إت غو"               | الروك السائد (الولايات المتحدة)    | 34     |
| 1984  | "برينغين أون ذا هارتبريك" | بيلبورد هوت 100 (الولايات المتحدة) | 61     |

## الشهادات
| البلد            | المنظمة  | العام | المبيعات                 |
| الولايات المتحدة | ر.ص.ت.أ. | 1992  | 2x بلاتيني (+ 2,000,000) |
| كندا             | ر.ص.ت.ك. | 1988  | بلاتيني (+ 100,000)      |

## روابط خارجية
- هاي 'ن' دراي على موقع أول موفي (الإنجليزية)